# Vesterkær (parochie)
Vesterkær is een parochie van de Deense Volkskerk in de Deense gemeente Aalborg. De parochie maakt deel uit van het bisdom Aalborg en telt 3156 kerkleden op een bevolking van 3688 (2004). 
Vesterkær omvat tegenwoordig het eiland Egholm in de Limfjord. In het verleden was de parochie bekend onder de naam Aalborg Frue Landsogn. De naam verwijst naar de rechten die de Mariakerk in Aalborg op het eiland had. Het eiland dat tot Kær Herred hoorde, had geen eigen kerk. In 1970 werd de parochie opgenomen in de nieuwe gemeente Aalborg.
Ansgars · Budolfi · Hans Egedes · Hasseris · Margrethe · Sankt Markus · Vejgaard · Vesterkær · Vor Frelser · Vor Frue